# Autovía A-52
Die Autovía A-52 oder Autovía de las Rías Bajas ist eine Autobahn in Spanien. Die Autobahn beginnt in Benavente und endet in Porriño.

## Streckenverlauf

### Abschnitte
| Position | Kurzbezeichnung des Abschnitts | Abschnitt                                                             | km   | Eröffnung |
| -------- | ------------------------------ | --------------------------------------------------------------------- | ---- | --- |
| 1        | A-52                           | Benavente (A-6/A-66)-Camarzana de Tera                                | 28,5 | 1998 |
| 2        | A-52                           | Camarzana de Tera-Mombuey                                             | 36   | 1998 |
| 3        | A-52                           | Mombuey-Requejo                                                       | 25   | 1997 |
| 4        | A-52                           | Requejo-Vilabella                                                     | 18,9 | Erster Abschnitt: 1998 Zweiter Abschnitt 1999                                                                   |
| 5        | A-52                           | Vilabella-Navallo/Río Mente                                           | 10   | 1997 |
| 6        | A-52                           | Navallo/Río Mente-Fumaces                                             | 23   | 1998 |
| 7        | A-52                           | Fumaces-Alto de Estivadas                                             | 23   | 1998 |
| 8        | A-52                           | Alto de Estivadas-Allariz (Teilabschnitt Alto de Estivadas – Ababide) | 14   | 1998 |
| 9        | A-52                           | Alto de Estivadas-Allariz (Teilabschnitt Ababides – Allariz)          | 22,9 | 1997 |
| 10       | A-52                           | Allariz-Ourense (Teilabschnitt Allariz-San Ciprián de Viñas)          | 4,5  | Teileröffnung (erster Abschnitt -Viaduk Arnoya) 1997 restlicher Teil (Viaduk Arnoya-San Ciprián de Viñas): 1998 |
| 11       | A-52                           | Allariz-Ourense (Teilabschnitt San Ciprián de Viñas-Ourense)          | 8,8  | 1997 |
| 12       | A-52                           | Ourense-Barbantes                                                     | 13,6 | 1998 |
| 13       | A-52                           | Barbantes-Rivadavia                                                   | 10,7 | 1998 |
| 14       | A-52                           | Rivadavia-Melón                                                       | 11,3 | 1997 |
| 15       | A-52                           | Melón-La Cañiza                                                       | 9,1  | 1996 |
| 16       | A-52                           | La Cañiza-Batallanes (Teilabschnitt La Cañiza-O Folgoso (Tunnel))     | 8,5  | 1998 |
| 17       | A-52                           | La Cañiza-Batallanes (Teilabschnitt O Folgoso (Tunnel) -Batallanes)   | 12,3 | 1996 |
| 18       |                                | Batallanes-Porriño ( A-55)                                            | 18,9 | 1996 |
| 19       |                                | Porriño-(A-55)-Vigo                                                   | 10,3 | in Planung |

### Streckenführung
| km | von                                            | nach                                                                     | Anschluss an      | Bemerkung     |
| -- | ---------------------------------------------- | ------------------------------------------------------------------------ | ----------------- | ------------- |
| 1  | 1                                              | León-Oviedo                                                              | Autovía A-66 A-66 | Gabelung      |
| 2  | 1                                              | La Bañeza Lugo A Coruña                                                  | A-6               |               |
| 3  | 2                                              | Benavente Madrid Zamora                                                  | A-6               |               |
| 4  | 4 (Richtung Vigo) – 6 (Richtung Benavente)     | Manganeses de la Polvorosa-Villabrázaro-Santa Cristina de la Polvorosa   |                   |               |
| 5  | 15                                             | Quiruelas de Vidriales-Quintanilla de Urz                                |                   |               |
| 6  | 29                                             | Camarzana de Tera-La Bañeza                                              | ZA-110            |               |
| 7  | 49                                             | Zamora Rionegro del Puente                                               | N-631 N-525       |               |
| 8  | 54 (Richtung Vigo) – 57 (Richtung Benavente)   | Mombuey                                                                  | N-525             |               |
| 9  | 75                                             | Palacios de Sanabria-Otero de Sanabria                                   | N-525             |               |
| 10 | 79 (Richtung Vigo) – 85 (Richtung Benavente)   | Puebla de Sanabria-Lago de Sanabria                                      | N-525             |               |
| 11 | 91 (Richtung Vigo) – 92 (Richtung Benavente)   | Requejo                                                                  | N-525             |               |
| 12 |                                                | Padornelo (Länge: 830 m)                                                 |                   | Tunnel        |
| 13 |                                                | Portillo del Padornelo (Höhe: 1361 m)                                    |                   | Gefälle       |
| 14 | 99 (Richtung Vigo) – 103 (Richtung Benavente)  | Padornelo-Aciberos                                                       | N-525             |               |
| 15 | 106 (Richtung Vigo) – 107 (Richtung Benavente) | Lubián-Hermisende                                                        |                   |               |
| 16 | 108 (Richtung Vigo)                            | Chanos-Las Hedradas                                                      | N-525             |               |
| 17 | Tunnel                                         | La Canda (Länge: 450 m)                                                  |                   |               |
| 18 | Gefälle                                        | Canda Höhe: 1241 m                                                       |                   |               |
| 19 |                                                | Provinz Ourense Galicien/Provinz Zamora/Kastilien und León               |                   |               |
| 20 | 114 (Richtung Vigo) – 117 (Richtung Benavente) | Vilabella-Portugal                                                       | N-525             |               |
| 21 | 120 (Richtung Benavente)                       | El Pereiro-La Mezquita-Portugal                                          | N-525 OU-311      |               |
| 22 | 124 (Richtung Vigo) – 129 (Richtung Benavente) | La Gudiña-Viana del Bollo-Rúa                                            | N-525 OU-533      |               |
| 23 | 132                                            | Erosa-Pentes                                                             |                   |               |
| 24 | 143                                            | Vendas da Barreira-Riós                                                  | N-525             |               |
| 25 | 151                                            | Fumaces-Villardevós                                                      | N-525             |               |
| 26 | 155                                            | Verín-Vilardevós                                                         | OU-310            |               |
| 27 | 159 (Richtung Vigo)                            | Chaves-Portugal                                                          | A-75              |               |
| 28 | 160                                            | Verín-Oimbra-Portugal                                                    | N-532 A-75        |               |
| 29 | 166 (Richtung Benavente)                       | Monterrey-Verín-Vilaza                                                   | N-525 OU-902      |               |
| 30 | 173                                            | Cualedro-Albarellos                                                      | N-525             |               |
| 31 | 181                                            | Trasmiras-Villaderrei                                                    | N-525             |               |
| 32 | 188                                            | Xinzo de Limia-Abavides                                                  | N-525             |               |
| 33 | 193                                            | Xinzo de Limia                                                           | N-525             |               |
| 34 | 202                                            | Sandiás                                                                  | N-525             |               |
| 35 | 210 (Richtung Vigo) – 211 (Richtung Benavente) | Allariz-Taboadela-San Cibrán (Industriegebiet)                           | N-525             |               |
| 36 | 213                                            | Área de Servicio de Taboadela                                            |                   | in Planung () |
| 37 | 217                                            | La Merca San Pedro Celanova Rante                                        | AG-31             |               |
| 38 | 224                                            | Orense (Süd)-San Cibrán das Viñas-Celanova-San Ciprián (Industriegebiet) | N-525 OU-540      |               |
| 39 | 228 (Richtung Vigo)- 230 (Richtung Benavente)  | Ourense (Stadt)                                                          | OU-11             |               |
| 40 | 233                                            | Ourense (nord)-Monforte de Lemos Lugo-Cañón del Sil                      | N-120 N-525 N-540 |               |
| 41 |                                                | Alongos Länge: 202 m                                                     | QU-402 AG-53      | Tunnel        |
| 42 | 240                                            | Cortegada Santiago de Compostela-Lalín                                   | N-541             |               |
| 43 | 241                                            | Carballino-Pontevedra                                                    |                   |               |
| 44 | 249 (Richtung Vigo)                            | Área de Servicio de Ribadavia                                            |                   |               |
| 45 | 252                                            | Ribadavia                                                                | N-120             |               |
| 46 | 262                                            | Melón/Quins                                                              | N-120             |               |
| 47 |                                                | Provinz Pontevedra Provinz Ourense                                       |                   |               |
| 48 | 269 (Richtung Vigo)                            | La Cañiza                                                                | N-120             |               |
| 49 | 271 (Richtung Vigo) – 272 (Richtung Benavente) | La Cañiza-Crecente -Arbo                                                 | PO-5005           |               |
| 50 |                                                | Folgoso (Länge: 2550 m)                                                  |                   | Tunnel        |
| 51 | 282 (Richtung Benavente)                       | Nieves-La Franqueira                                                     | PO-5001           |               |
| 52 | 287                                            | Nieves-Batallanes                                                        |                   |               |
| 53 | 291 (Richtung Vigo) – 294 (Richtung Benavente) | Puenteareas-Salvatierra del Miño-Portugal                                | AG-51             |               |
| 54 | 303                                            | Canes                                                                    | N-120             |               |
| 55 | 305                                            | Porriño                                                                  | N-120             |               |
| 56 | 306                                            | Redondela-Pontevedra                                                     | N-550             |               |
| 57 | 307                                            | Vigo-Pontevedra                                                          | A-66 AP-9         |               |
| 58 | 307                                            | Tui-Portugal-Baiona                                                      | A-66 AG-57        |               |

## Größere Städte an der Autobahn
- Benavente
- Ourense
- Porriño

## Besondere Vorkommnisse
Der portugiesische Fußball-Nationalspieler Diogo Jota verunglückte am Morgen des 3. Juli 2025 gemeinsam mit seinem Bruder, dem Fußballspieler André Filipe Teixeira da Silva, tödlich bei einem Autounfall bei Kilometer 65 auf Höhe der Ortschaft Palacios de Sanabria.